# 土土呂站
土土呂站（日语：／ Totoro eki */?）是位於宮崎縣延岡市，屬九州旅客鐵道（JR九州）的日豐本線車站，現時為無人站。
車站的讀音「Totoro」與宮崎駿的動畫《龍貓》中的龍貓名字完全相同，但車站及其周邊均沒有任何與《龍貓》相關的標示或裝飾。不過也因這特別的站名亦吸引了一些人士慕名造訪，對地當地居民而然，車站的使用率其實並不高。

## 車站構造

### 站房
現時採用簡易車站模式運作。第一代站房為木建站房，早於1970年代被拆去，並換成現時的模式。第二代站房只有候車室一座，以木板搭成，配上兩邊玻璃窗及趙門，屋頂以鐵皮覆蓋，並用鐵架伸延至車站入口。鐵架頂部釘上了國鐵時代形式的月台站牌。至於候車室對面則為簡易式洗手間一座。2021年時改裝，成為男、女獨立式洗手間，但仍然是採用簡易式設計。
候車室最近一次翻新大約於2018年的下半年，包括重新為候車室塗漆、更換候車室大間、照明設備及候車座椅及重置建物財產標；而洗手間為2021年，主要是加裝大門、標示男、女專用標示。
候車室內並未有裝設自動售票機，乘客登車時需在列車上拿取乘車劵。進站後，可走上兩級樓梯或利用旁邊的無障礙斜道到達1號月台。

### 月台
設有2個側式月台，月台之間以行人天橋連接。當中2號月台為主線，供特急列車通過。1號月台為側線，供所有上行及絕大部份的下行普通列車停靠，2021年時間表改正起，每天只有2班列車因着交會而使用2號月台，亦只安排下行的列車停靠2號月台。正因為絕大部份的普通列車班次都使用1號月台，大致也可符合供殘疾人士使用的需要。
各月台全長120米，有效長度為6輛，也是全露天規格。2號月台上則有一座木建的候車亭，並設有2張四獨立座位的塑膠座椅。
1號月台向延岡方向的末端設有原貨物列車停靠的頭端式側線1條，另靠近民居一邊亦建有供保線車輛停泊的車庫及另一條側線，全部都接駁至1號路軌後才再和2號路軌匯合。
| 月台 | 路線      | 上下行 | 方向                                           | 備註                                      |
| ---- | --------- | ------ | ---------------------------------------------- | ----------------------------------------- |
| 1    | ■日豐本線 | 上行   | 延岡                                           | 全部班次使用                              |
| 1    | ■日豐本線 | 下行   | 南宮崎、宮崎機場、田野、西都城、鹿兒島中央方向 | 通常使用此月台                            |
| 2    | ■日豐本線 | 下行   | 南宮崎、西都城方向                             | 每天07:46及19:02班次使用 特急列車通過線路 |

## 歷史
- 1922年2月11日：鐵道省宮崎本線富高～南延岡間開通，本站開業，為中途站[2][1]。
- 1974年11月20日：終止行李提取業務。
- 1987年4月1日：國鐵分割民營化，車站由九州旅客鐵道（JR九州）營運。
- 1996年6月1日：隨宮崎綜合鐵道事業部（日语：宮崎総合鉄道事業部）成立，車站從大分分社（日语：九州旅客鉄道大分支社）改為鹿兒島分社（日语：九州旅客鉄道鹿児島支社）管理。
- 2022年4月1日：隨宮崎綜合鐵道事業部改組，並且昇格為宮崎支社（日语：九州旅客鉄道宮崎支社），車站管理權由宮崎支社承繼[3]。

## 使用狀況
以下為近年1日平均乘車人次，2016年度起JR九州再沒有提供數據。
| 年度   | 1日平均 乘車人次 |
| ------ | ---------------- |
| 1996年 | 89               |
| 1997年 | 94               |
| 1998年 | 87               |
| 1999年 | 90               |
| 2000年 | 84               |
| 2001年 | 80               |
| 2002年 | 81               |
| 2003年 | 84               |
| 2004年 | 86               |
| 2005年 | 80               |
| 2006年 | 75               |
| 2007年 | 73               |
| 2008年 | 69               |
| 2009年 | 50               |
| 2010年 | 70               |
| 2011年 | 81               |
| 2012年 | 78               |
| 2013年 | 81               |
| 2014年 | 77               |
| 2015年 | 67               |

## 車站周邊

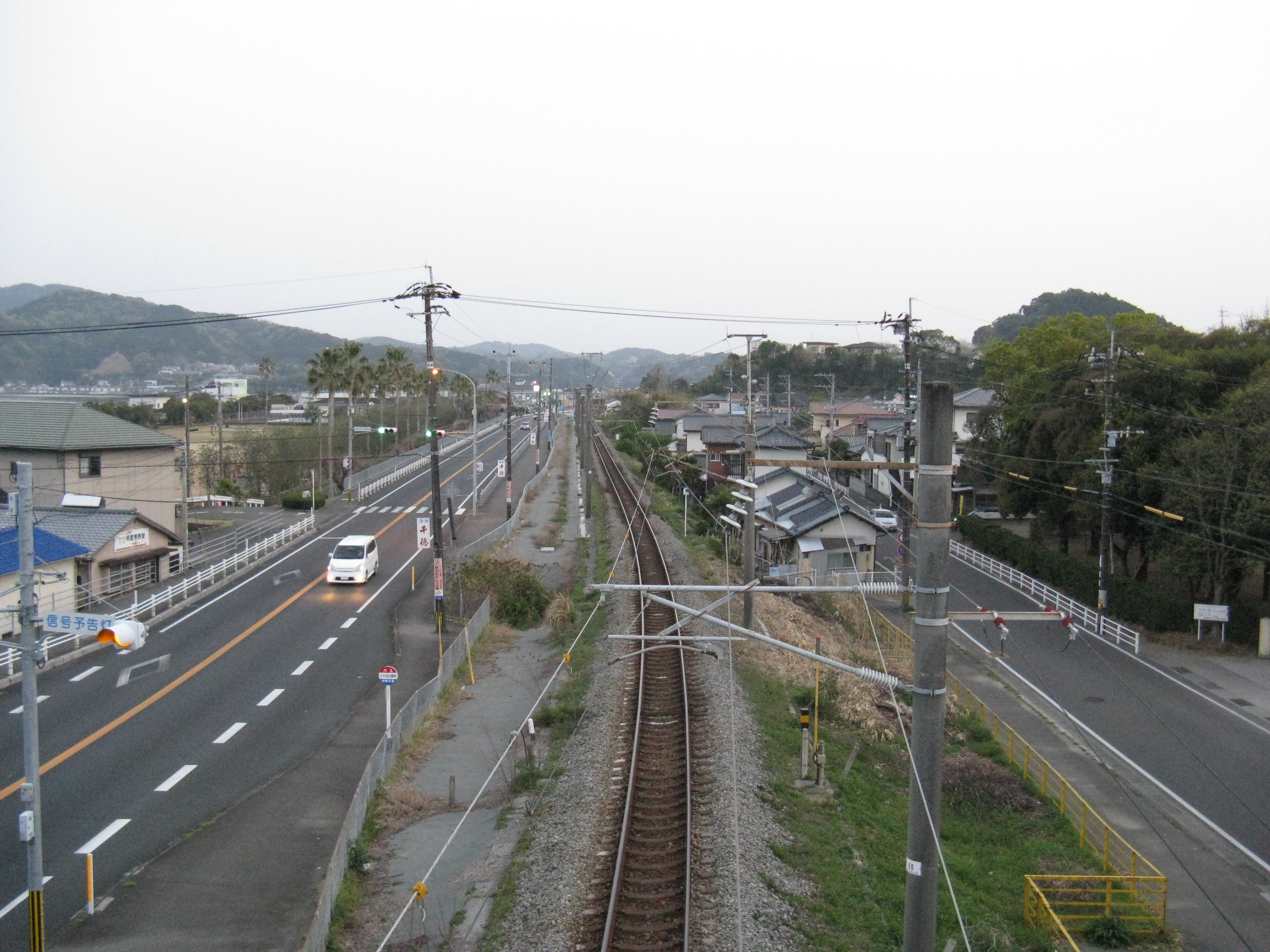
土土呂海灘站遺址附近

在此站至鄰站旭丘站（當時未啟用）之間曾設有「土土呂海灘臨時站」，只在夏天營業。現時海灘已關閉。

### 東邊
- 清本鐵工（日语：清本鐵工）總部、延岡工場
- SENKO（日语：センコー）延岡分店
- 宮崎職業能力開發促進中心延岡訓練中心（日语：宮崎職業能力開発促進センター延岡訓練センター）（愛稱：Polytech中心延岡）
- 延岡地域職業訓練中心
- 土土呂郵局（日语：土々呂郵便局）
- 土土呂漁港
- 延岡市伊形分所
- 土土呂巴士巴士站 - 宮崎交通（日语：宮崎交通）
- 國道10號

### 西邊
- 東九州駕駛學校
- 延岡市立土土呂小學（日语：延岡市立土々呂小学校）

## 相鄰車站
九州旅客鐵道
■日豐本線
旭丘－土土呂－門川

## 外部連結
- JR九州土土呂站 （页面存档备份，存于）